# Jonangi

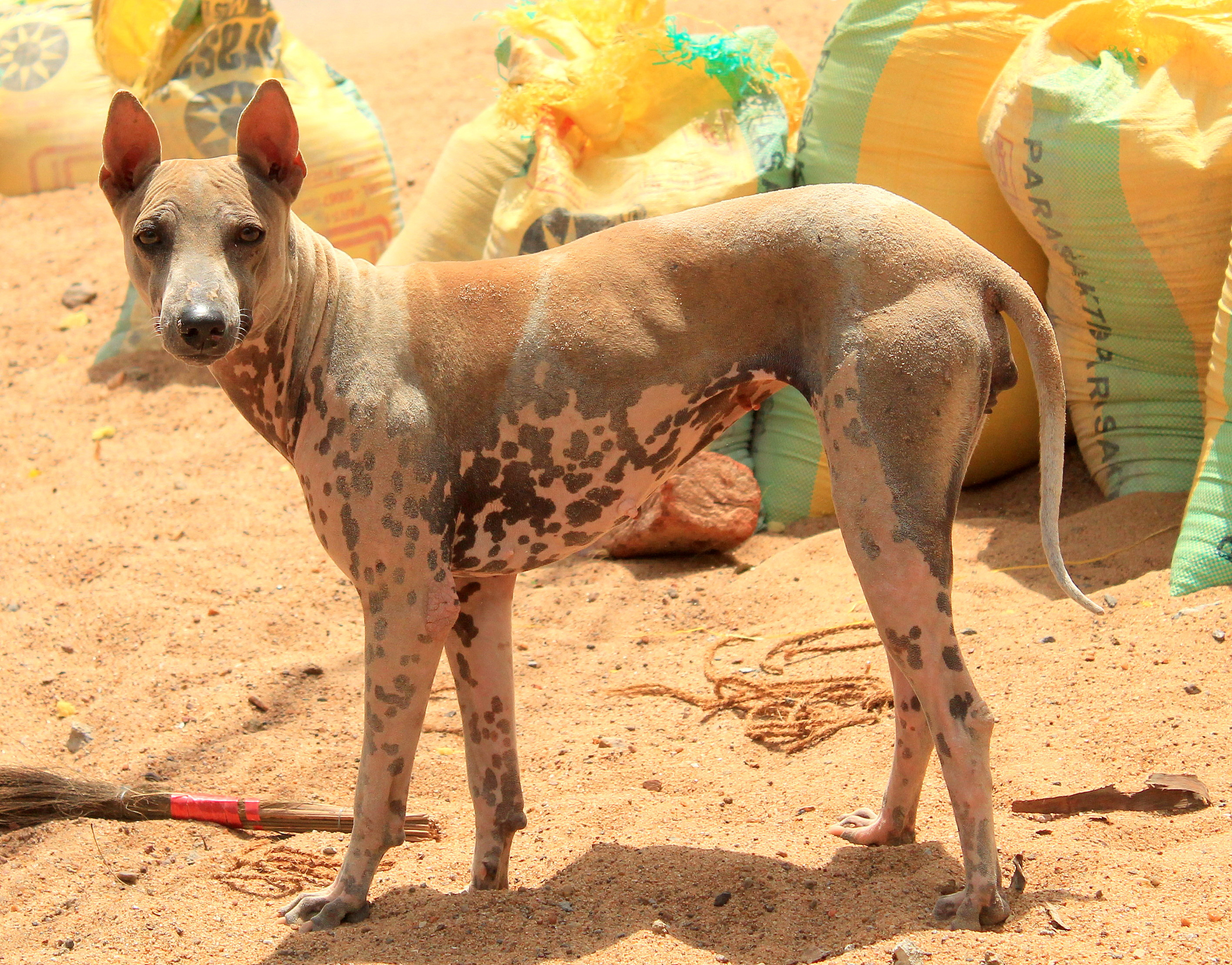
Jonangi

Il Jonangi, conosciuto anche come Jonangi Jagilam o Kolleti Jagilam è una razza di cane indiano, che si trova principalmente nello stato separato dell'Andhra Pradesh, in alcune parti del Karnataka e lungo tutta la costa orientale dal Bengala occidentale al Tamil Nadu.
Un tempo si trovava dentro e intorno al lago Kolleru nei distretti di Godavari occidentale e Krishna dell'Andhra Pradesh. Questo cane ha il pelo molto corto e liscio. È usato come cane da caccia e da pastore e cane da persone.
Il Jonangi non è riconosciuto dai principali club di cani in India, ma questa razza viene mostrata localmente nei festival dell'Andhra Pradesh.

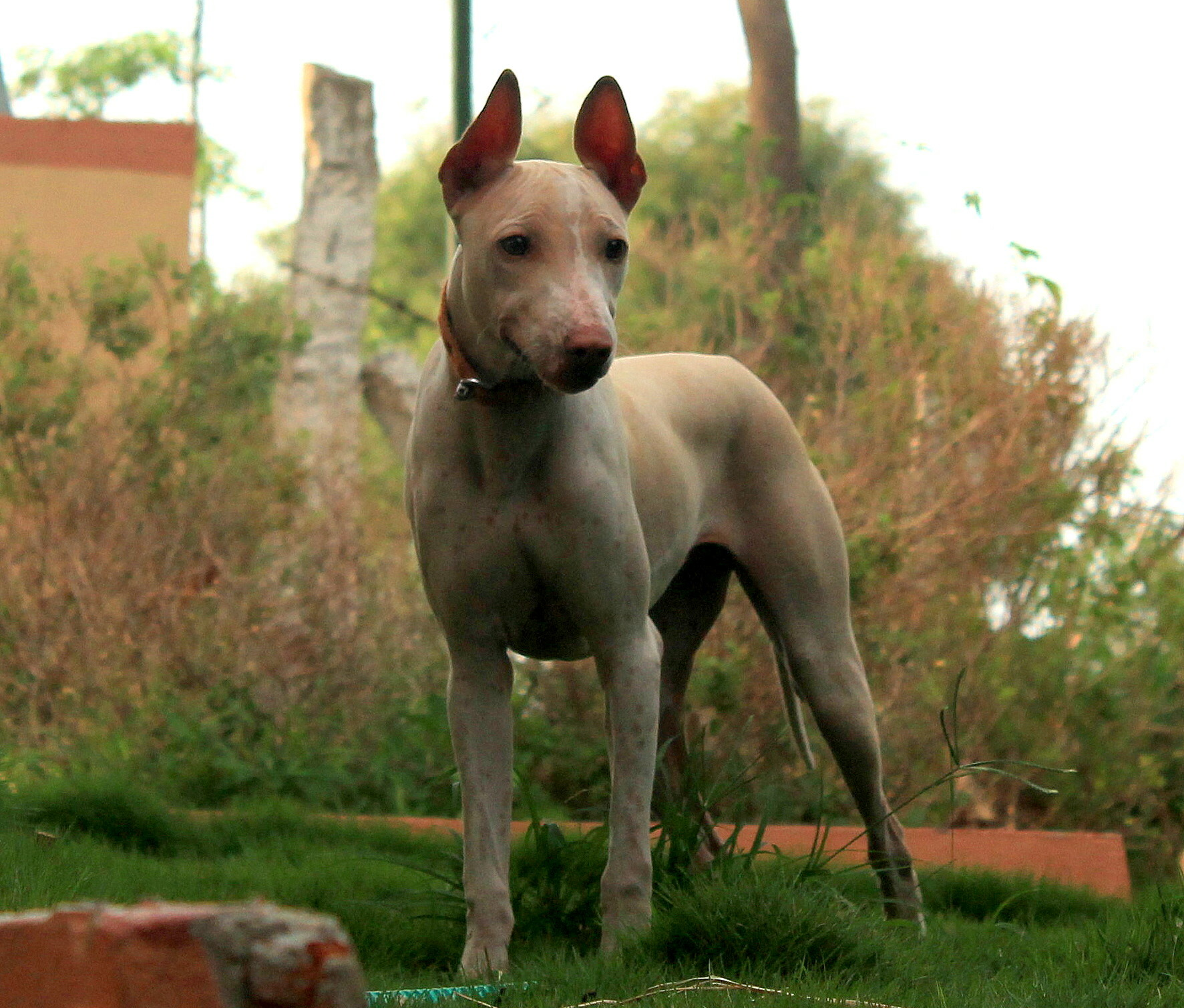
Un cucciolone di Jonangi

## Caratteristiche
Le dimensioni del cane Jonangi ricordano un bull terrier. È un tipico cane dadi tipo primitivo presentando molte caratteristiche comuni a questi cani presenti in tutto il mondo. 
L'altezza al garrese è di circa 35-40 cm. La sua pelliccia è molto corta e lucente, i colori accettabili sono bianco, fulvo, marrone biscotto, marrone cioccolato, nero tigrato e variegato e combinazioni di alcuni dei precedenti. 
La testa ha la fronte rugosa, e le orecchie sono a forma di tulipano.
La coda, è portata arrotolata.
Questa razza ha un mantello così rado che la pelle è visibile attraverso di esso.
Nelle sue espressioni assomiglia a quello Basenji; emette, invece di abbaiare, suoni simili a quelli di uno yodel.
Come con molti cani primitivi, la cagna ha solo un estro annuo. Inoltre, i cani Jonangi sono noti per scavare buche dove rimangono.
Questa razza di cane è sull'orlo dell'estinzione, ma recentemente sono stati fatti sforzi per preservarla per il futuro.